# Игнатиус Санчо
Игнатиус Санчо (англ. Ignatius Sancho; 1729 год — 14 декабря 1780 года, Лондон, Соединённое Королевство) — композитор, актёр и писатель. Является первым известным афробританцем, голосовавшим на английских выборах. Приобрёл славу как «необычный негр», для аболиционистов XVIII века он стал символом того, что африканцы такие же люди, как и все, и что работорговля — аморальна. «Письма покойного Игнатиуса Санчо, африканца», опубликованные через два года после его смерти, являются первым письменным свидетельством африканского рабства, написанным в Англии бывшим рабом испанских и английских семей.

## Биография
Игнатиус Санчо родился на работорговом судне в 1729 году, поэтому точное место рождения неизвестно. После того, как его мать умерла в испанской колонии Новая Гранада, а отец совершил самоубийство из-за тяжёлой рабской жизни, Санчо отвезли в Англию. В период с 1731 по 1749 гг. он работал на трёх сестёр в Гринвиче. Джон Монтегю, второй герцог Монтегю (первого творения) (1690—1749), поражённый интеллектом Санчо, его откровенностью и любезностью, не только поощрял его увлечение чтением, но и давал ему книги из своей личной библиотеки в Блэкхите. В 1749 году Санчо сбежал к нему, и в течение двух лет работал дворецким на Мэри Монтегю (в девичестве Черчилль), проявив себя в музыке, чтении, стихосложении и литературе (Walvin in King 1997:96). После её смерти в 1751 году он получил 30 фунтов стерлингов и годовой оклад, которых хватило ненадолго. В дальнейшем до 1773 года был дворецким у Джорджа Монтегю,  1-го герцога Монтегю.